# Campion College

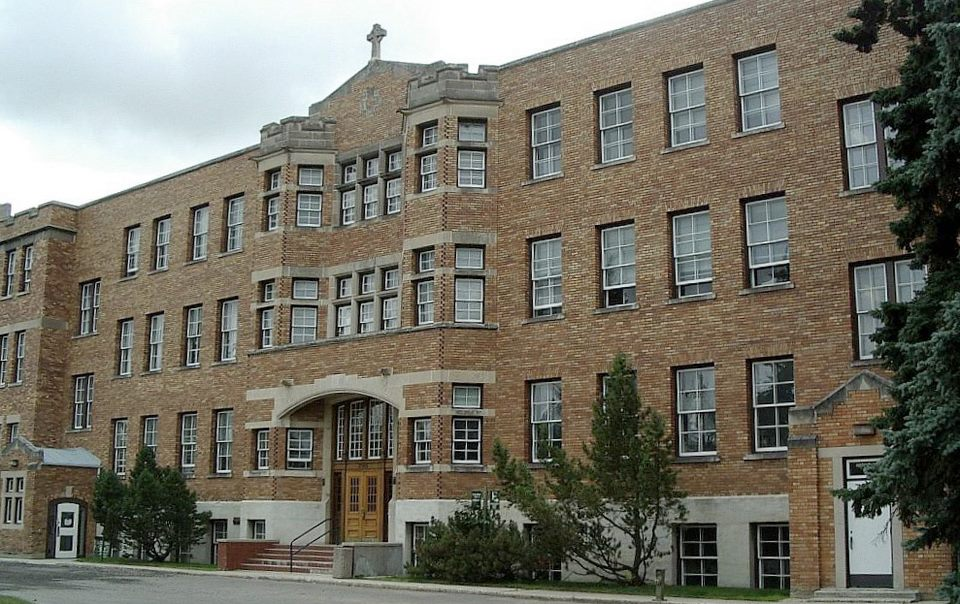
Campion College (Regina)

Das Campion College ist ein römisch-katholisches College in Regina, Saskatchewan, Kanada.
Die Hochschule wurde 1917 durch Jesuiten gegründet und arbeitet mit der University of Regina sowie der jesuitischen Ordensgemeinschaft zusammen.
Es ist ein College der sieben freien Künste und bietet den circa 650 Studierenden vor allem grundständige Bachelorprogramme an.